# Faza grupelor UEFA Europa League 2014-2015
Faza grupelor UEFA Europa League 2014–2015 s-a jucat între 18 septembrie și 11 decembrie 2014. Un total de 48 de echipe au jucat în această fază.

## Tragerea la sorți
Tragerea la sorți a avut loc pe 29 august 2014, ora 13:00 CEST, la Monaco. Cele 48 de echipe au fost clasate în 4 urne, urne realizate cu ajutorul coeficienților de club UEFA de la începutul sezonului, cu deținătoarea titlului (Sevilla) fiind automat pusă în urna 1. Echipele au fost puse în 12 grupe de câte patru echipe, cu restricția ca echipele din aceeași asociație să nu se întâlnească în aceeași grupă. Pe lângă acest lucru, tragerile au fost făcute pentru ca fiecare grupă să aibă cât mai mulți telespectatori.
Zilele meciurilor s-au decis după tragerea la sorți. În fiecare zi de meci, șase grupe și-au disputat meciurile la ora 19:05 CEST/CET, în timp ce grupele rămase își dispută meciurile la ora 21:05 CEST/CET, iar acest lucru alternează de la o zi de meci la alta. Există și alte restricții: echipele din același oraș nu și-au putut disputa meciurile de acasă în aceeași zi (UEFA încearcă să evite acest lucru), iar echipele din Rusia nu și-au putut dispută meciurile din ultima zi acasă, din cauza vremii foarte friguroase.
Pe 17 iulie 2014, panoul de urgențe UEFA a hotărât ca cluburile din Ucraina și Rusia să nu se întâlnească din cauza conflictelor dintre cele două țări. Din această cauză, cluburile ucrainiene Dinamo Kiev, Metalist Harkiv (amândouă din urna 1) și Dnipro Dnipropetrovsk (urna 2) nu puteau fi trase în aceeași grupă cu cluburile rusești Dinamo Moscova și Krasnodar (amândouă din urna 4), cu toate că făceau parte din urne diferite.

## Echipe
Mai jos sunt cele 48 de echipe calificate pentru faza grupelor (împreună cu coeficienții de club UEFA din 2014), grupate după urna de distribuție. Această listă include 7 echipe care au intrat direct în această fază, cei 31 de câștigători din play-off și cei 10 perdanți din play-off-ul Champions League.
| Echipă                | Coeff  |
| --------------------- | ------ |
| Sevilla[TH]           | 71.042 |
| Internazionale[†]     | 95.387 |
| Tottenham Hotspur[†]  | 75.949 |
| PSV Eindhoven[†]      | 64.862 |
| Napoli[CL]            | 61.387 |
| Dinamo Kiev           | 56.193 |
| Villarreal[†]         | 53.542 |
| Fiorentina            | 49.387 |
| Red Bull Salzburg[CL] | 46.185 |
| Metalist Harkiv[†]    | 45.693 |
| Lille[CL]             | 45.300 |
| Copenhaga[CL]         | 45.260 |

| Echipă                      | Coeff  |
| --------------------------- | ------ |
| Steaua București[CL]        | 39.451 |
| Standard Liège[CL]          | 38.260 |
| PAOK[†]                     | 37.720 |
| Celtic[CL]                  | 36.813 |
| Beșiktaș[CL]                | 32.840 |
| Wolfsburg                   | 32.328 |
| Club Brugge[†]              | 32.260 |
| Dnipro Dnipropetrovsk[†]    | 32.193 |
| Trabzonspor[†]              | 31.340 |
| Panathinaikos[†]            | 30.220 |
| Sparta Praga[†]             | 28.870 |
| Borussia Mönchengladbach[†] | 25.328 |

| Echipă            | Coeff  |
| ----------------- | ------ |
| Everton           | 24.949 |
| Young Boys[†]     | 24.145 |
| Dinamo Zagreb[†]  | 23.925 |
| Zürich[†]         | 18.645 |
| Estoril           | 15.459 |
| Legia Varșovia[†] | 15.275 |
| Partizan[†]       | 14.825 |
| Torino[†]         | 13.387 |
| Feyenoord[†]      | 13.362 |
| Guingamp          | 12.800 |
| Saint-Étienne[†]  | 12.800 |
| Rio Ave[†]        | 12.459 |

| Echipă                | Coeff  |
| --------------------- | ------ |
| Dinamo Moscova[†]     | 12.399 |
| Krasnodar[†]          | 9.399  |
| Rijeka[†]             | 8.925  |
| Lokeren[†]            | 8.760  |
| Asteras Tripolis[†]   | 8.720  |
| Slovan Bratislava[CL] | 8.700  |
| Apollon Limassol[†]   | 8.650  |
| Qarabağ[†]            | 7.575  |
| HJK[†]                | 7.435  |
| Astra Giurgiu[†]      | 6.951  |
| Dinamo Minsk[†]       | 6.725  |
| AaB[CL]               | 5.260  |

Note
1. TH Deținătorii titlului.
2. † Câștigătorii din play-off.
3. CL Perdanții din play-off-ul Champions League.

## Format
În fiecare grupă, echipele au jucat șase meciuri, trei acasă și trei în deplasare. Locurile 1 și 2 au mers în faza eliminatorie a Ligii Campionilor, în timp ce locul 3 a mers în faza eliminatorie UEFA Europa League.

### Departajări
Echipele vor fi departajate prin puncte (3 puncte pentru victorie, 1 punct pentru egal și 0 puncte pentru înfrângere). Dacă două sau mai multe echipe vor avea același număr de puncte la sfârșitul grupei, se vor aplica următoarele departajări:
1. numărul mai mare de puncte între echipele aflate la departajare;
2. golaverajul superior între echipele aflate la departajare;
3. numărul mai mare de goluri înscrise între echipele aflate la departajare;
4. numărul mai mare de goluri înscrise în deplasare între echipele aflate la departajare;
5. Dacă după aplicarea primelor patru criterii nu se va ajunge la o concluzie, se vor aplica următoarele trei criterii;
6. golaverajul superior din toate meciurile grupei;
7. numărul mai mare de goluri înscrise din toate meciurile grupei;
8. numărul mai mare de coeficienți UEFA.

## Grupe
Zilele meciurilor au fost pe 18 septembrie, 2 octombrie, 23 octombrie, 6 noiembrie, 27 noiembrie și 11 decembrie 2014. Orele de început au fost la 19:05 și 21:05 CEST/CET, excepție făcând meciurile care s-au jucat în Rusia și care au început la 18:05 CEST/CET, și meciurile din Azerbaidjan, acestea din urmă având nevoie de reconfirmarea orelor. Meciurile care s-au jucat până în 25 octombrie 2014 sunt pe fusul orar CEST (UTC+2), iar restul meciurilor sunt pe fusul orar CET (UTC+1).
| Legendă pentru culorile grupelor                          |
| --------------------------------------------------------- |
| Echipe care acced în faza eliminatorie UEFA Europa League |
| Echipe eliminată din competițiile europene                |

Vezi departajările dacă două sau mai multe echipe au același număr de puncte.

### Grupa A
| \| Echipav • d • m \| MJ \| V \| E \| Î \| GM \| GP \| G \| Pct \| \| --------------- \| -- \| - \| - \| - \| -- \| -- \| --- \| --- \| \| M'gladbach \| 6 \| 3 \| 3 \| 0 \| 14 \| 4 \| +10 \| 12 \| \| Villarreal \| 6 \| 3 \| 2 \| 1 \| 15 \| 7 \| +8 \| 11 \| \| Zürich \| 6 \| 2 \| 1 \| 3 \| 10 \| 14 \| −4 \| 7 \| \| Apollon \| 6 \| 1 \| 0 \| 5 \| 4 \| 18 \| −14 \| 3 \| |    |   |   |   |    |    |     |     |
| Echipa | MJ | V | E | Î | GM | GP | G   | Pct |
| M'gladbach | 6  | 3 | 3 | 0 | 14 | 4  | +10 | 12  |
| Villarreal | 6  | 3 | 2 | 1 | 15 | 7  | +8  | 11  |
| Zürich | 6  | 2 | 1 | 3 | 10 | 14 | −4  | 7   |
| Apollon | 6  | 1 | 0 | 5 | 4  | 18 | −14 | 3   |

| Borussia Mönchengladbach | 1–1    | Villarreal |
| ------------------------ | ------ | ---------- |
| Herrmann 21'             | Report | Uche 68'   |

| Apollon Limassol                          | 3–2    | Zürich                  |
| ----------------------------------------- | ------ | ----------------------- |
| Papoulis 9' Gullón 40' P. Koch 87' (aut.) | Report | Rikan 50' Yapi Yapo 53' |

| Zürich      | 1–1    | Borussia Mönchengladbach |
| ----------- | ------ | ------------------------ |
| Etoundi 23' | Report | Nordtveit 25'            |

| Villarreal                       | 4–0    | Apollon Limassol |
| -------------------------------- | ------ | ---------------- |
| Moreno 9', 82' Espinosa 44', 51' | Report |                  |

| Villarreal                                       | 4–1    | Zürich           |
| ------------------------------------------------ | ------ | ---------------- |
| Cani 6' Vietto 57' Soriano 60' G. dos Santos 78' | Report | Schönbächler 43' |

| Borussia Mönchengladbach                                     | 5–0    | Apollon Limassol |
| ------------------------------------------------------------ | ------ | ---------------- |
| Traoré 11', 67' Hrgota 56' Herrmann 83' Angelis 90+1' (aut.) | Report |                  |

| Zürich                             | 3–2    | Villarreal          |
| ---------------------------------- | ------ | ------------------- |
| Etoundi 21' Buff 26' Chikhaoui 29' | Report | Pina 19' Gerard 23' |

| Apollon Limassol | 0–2    | Borussia Mönchengladbach   |
| ---------------- | ------ | -------------------------- |
|                  | Report | Raffael 56' Herrmann 90+5' |

| Villarreal               | 2–2    | Borussia Mönchengladbach |
| ------------------------ | ------ | ------------------------ |
| Vietto 26' Cheryshev 63' | Report | Raffael 55' Xhaka 67'    |

| Zürich                                        | 3–1    | Apollon Limassol |
| --------------------------------------------- | ------ | ---------------- |
| Djimsiti 32' Chikhaoui 39' (pen.), 59' (pen.) | Report | Farley 23'       |

| Borussia Mönchengladbach     | 3–0    | Zürich |
| ---------------------------- | ------ | ------ |
| Herrmann 31' Hrgota 58', 64' | Report |        |

| Apollon Limassol | 0–2    | Villarreal                   |
| ---------------- | ------ | ---------------------------- |
|                  | Report | Gerard Moreno 35' Vietto 40' |

Note
1. ^ a b c Apollon Limassol a jucat meciurile de acasă pe GSP Stadium din Nicosia, în loc de Tsirion Stadium din Limassol.

### Grupa B
| \| Echipav • d • m \| MJ \| V \| E \| Î \| GM \| GP \| G \| Pct \| \| --------------- \| -- \| - \| - \| - \| -- \| -- \| -- \| --- \| \| Club Brugge \| 6 \| 3 \| 3 \| 0 \| 10 \| 2 \| +8 \| 12 \| \| Torino \| 6 \| 3 \| 2 \| 1 \| 9 \| 3 \| +6 \| 11 \| \| HJK Helsinki \| 6 \| 2 \| 0 \| 4 \| 5 \| 11 \| −6 \| 6 \| \| Copenhaga \| 6 \| 1 \| 1 \| 4 \| 5 \| 13 \| −8 \| 4 \| |    |   |   |   |    |    |    |     |
| Echipa | MJ | V | E | Î | GM | GP | G  | Pct |
| Club Brugge | 6  | 3 | 3 | 0 | 10 | 2  | +8 | 12  |
| Torino | 6  | 3 | 2 | 1 | 9  | 3  | +6 | 11  |
| HJK Helsinki | 6  | 2 | 0 | 4 | 5  | 11 | −6 | 6   |
| Copenhaga | 6  | 1 | 1 | 4 | 5  | 13 | −8 | 4   |

| Club Brugge | 0–0    | Torino |
| ----------- | ------ | ------ |
|             | Report |        |

| Copenhaga             | 2–0    | HJK |
| --------------------- | ------ | --- |
| N. Jørgensen 68', 81' | Report |     |

| HJK | 0–3    | Club Brugge                                    |
| --- | ------ | ---------------------------------------------- |
|     | Report | Heikkinen 19' (aut.) De Sutter 70' De Bock 78' |

| Torino                    | 1–0    | Copenhaga |
| ------------------------- | ------ | --------- |
| Quagliarella 90+4' (pen.) | Report |           |

| Torino                  | 2–0    | HJK |
| ----------------------- | ------ | --- |
| Molinaro 35' Amauri 58' | Report |     |

| Club Brugge   | 1–1    | Copenhaga   |
| ------------- | ------ | ----------- |
| Vázquez 90+2' | Report | Amartey 89' |

| HJK                | 2–1    | Torino           |
| ------------------ | ------ | ---------------- |
| Baah 60' Moren 81' | Report | Quagliarella 90' |

| Copenhaga | 0–4    | Club Brugge                      |
| --------- | ------ | -------------------------------- |
|           | Report | Refaelov 7', 30', 36' Vormer 60' |

| Torino | 0–0    | Club Brugge |
| ------ | ------ | ----------- |
|        | Report |             |

| HJK                   | 2–1    | Copenhaga   |
| --------------------- | ------ | ----------- |
| Baah 29' Kandji 90+3' | Report | Nilsson 90' |

| Club Brugge                          | 2–1    | HJK        |
| ------------------------------------ | ------ | ---------- |
| Felipe Gedoz 28' (pen.) Refaelov 88' | Report | Kandji 51' |

| Copenhaga  | 1–5    | Torino                                                    |
| ---------- | ------ | --------------------------------------------------------- |
| Amartey 6' | Report | Martínez 15', 47' Amauri 42' (pen.) Darmian 49' Silva 53' |

### Grupa C
| \| Echipav • d • m \| MJ \| V \| E \| Î \| GM \| GP \| G \| Pct \| \| ---------------- \| -- \| - \| - \| - \| -- \| -- \| -- \| --- \| \| Beșiktaș \| 6 \| 3 \| 3 \| 0 \| 11 \| 5 \| +6 \| 12 \| \| Tottenham \| 6 \| 3 \| 2 \| 1 \| 9 \| 4 \| +5 \| 11 \| \| Asteras Tripolis \| 6 \| 1 \| 3 \| 2 \| 7 \| 10 \| −3 \| 6 \| \| Partizan \| 6 \| 0 \| 2 \| 4 \| 1 \| 9 \| −8 \| 2 \| |    |   |   |   |    |    |    |     |
| Echipa | MJ | V | E | Î | GM | GP | G  | Pct |
| Beșiktaș | 6  | 3 | 3 | 0 | 11 | 5  | +6 | 12  |
| Tottenham | 6  | 3 | 2 | 1 | 9  | 4  | +5 | 11  |
| Asteras Tripolis | 6  | 1 | 3 | 2 | 7  | 10 | −3 | 6   |
| Partizan | 6  | 0 | 2 | 4 | 1  | 9  | −8 | 2   |

| Partizan | 0–0    | Tottenham Hotspur |
| -------- | ------ | ----------------- |
|          | Report |                   |

| Beșiktaș | 1–1    | Asteras Tripoli |
| -------- | ------ | --------------- |
| Töre 33' | Report | Parra 88'       |

| Asteras Tripoli     | 2–0    | Partizan |
| ------------------- | ------ | -------- |
| Usero 22' Parra 52' | Report |          |

| Tottenham Hotspur | 1–1    | Beșiktaș      |
| ----------------- | ------ | ------------- |
| Kane 27'          | Report | Ba 89' (pen.) |

| Tottenham Hotspur | 0–0    | Asteras Tripoli |
| ----------------- | ------ | --------------- |
|                   | Report |                 |

| Partizan | 1–1    | Beșiktaș  |
| -------- | ------ | --------- |
| Töre 33' | Report | Parra 88' |

| Asteras Tripoli     | 1–2    | Tottenham Hotspur            |
| ------------------- | ------ | ---------------------------- |
| Barrales 90' (pen.) | Report | Townsend 36' (pen.) Kane 42' |

| Beșiktaș           | 2–1    | Partizan     |
| ------------------ | ------ | ------------ |
| Ba 57' (pen.), 62' | Report | Marković 78' |

| Tottenham Hotspur | 1–0    | Partizan |
| ----------------- | ------ | -------- |
| Stambouli 49'     | Report |          |

| Asteras Tripoli        | 2–2    | Beșiktaș               |
| ---------------------- | ------ | ---------------------- |
| Barrales 72' Parra 83' | Report | Ba 15' Töre 61' (pen.) |

| Partizan | 0–0    | Asteras Tripoli |
| -------- | ------ | --------------- |
|          | Report |                 |

| Beșiktaș | 1–0    | Tottenham Hotspur |
| -------- | ------ | ----------------- |
| Cenk 59' | Report |                   |

### Grupa D
| \| Echipav • d • m \| MJ \| V \| E \| Î \| GM \| GP \| G \| Pct \| \| --------------- \| -- \| - \| - \| - \| -- \| -- \| --- \| --- \| \| Salzburg \| 6 \| 5 \| 1 \| 0 \| 21 \| 8 \| +13 \| 16 \| \| Celtic \| 6 \| 2 \| 2 \| 2 \| 10 \| 11 \| −1 \| 8 \| \| Dinamo Zagreb \| 6 \| 2 \| 0 \| 4 \| 12 \| 15 \| −3 \| 6 \| \| Astra Giurgiu \| 6 \| 1 \| 1 \| 4 \| 6 \| 15 \| −9 \| 4 \| |    |   |   |   |    |    |     |     |
| Echipa | MJ | V | E | Î | GM | GP | G   | Pct |
| Salzburg | 6  | 5 | 1 | 0 | 21 | 8  | +13 | 16  |
| Celtic | 6  | 2 | 2 | 2 | 10 | 11 | −1  | 8   |
| Dinamo Zagreb | 6  | 2 | 0 | 4 | 12 | 15 | −3  | 6   |
| Astra Giurgiu | 6  | 1 | 1 | 4 | 6  | 15 | −9  | 4   |

| Red Bull Salzburg    | 2–2    | Celtic               |
| -------------------- | ------ | -------------------- |
| Alan 36' Soriano 78' | Report | Wakaso 14' Brown 60' |

| Dinamo Zagreb                                     | 5–1    | Astra Giurgiu |
| ------------------------------------------------- | ------ | ------------- |
| Soudani 17', 24', 45+1' Henríquez 70' Ćorić 90+2' | Report | Chițu 82'     |

| Astra Giurgiu | 1–2    | Red Bull Salzburg     |
| ------------- | ------ | --------------------- |
| Seto 15'      | Report | Kampl 36' Soriano 42' |

| Celtic     | 1–0    | Dinamo Zagreb |
| ---------- | ------ | ------------- |
| Commons 6' | Report |               |

| Celtic                    | 2–1    | Astra Giurgiu |
| ------------------------- | ------ | ------------- |
| Šćepović 73' Johansen 79' | Report | Enache 81'    |

| Red Bull Salzburg              | 4–2    | Dinamo Zagreb           |
| ------------------------------ | ------ | ----------------------- |
| Alan 14', 45', 52' Ramalho 49' | Report | Ademi 81' Henríquez 89' |

| Astra Giurgiu | 1–1    | Celtic       |
| ------------- | ------ | ------------ |
| William 79'   | Report | Johansen 32' |

| Dinamo Zagreb | 1–5    | Red Bull Salzburg                         |
| ------------- | ------ | ----------------------------------------- |
| Henríquez 60' | Report | Soriano 40', 64', 85' Kampl 59' Bruno 72' |

| Celtic       | 1–3    | Red Bull Salzburg        |
| ------------ | ------ | ------------------------ |
| Johansen 30' | Report | Alan 8', 13' Keïta 90+2' |

| Astra Giurgiu | 1–0    | Dinamo Zagreb |
| ------------- | ------ | ------------- |
| Bukari 50'    | Report |               |

| Red Bull Salzburg                          | 5–1    | Astra Giurgiu |
| ------------------------------------------ | ------ | ------------- |
| Sabitzer 9' Kampl 34', 90+2' Alan 46', 70' | Report |               |

| Dinamo Zagreb                    | 4–3    | Celtic                                      |
| -------------------------------- | ------ | ------------------------------------------- |
| Pjaca 14', 39', 50' Brozović 48' | Report | Commons 23' Šćepović 29' Pivarić 81' (aut.) |

### Grupa E
| \| Echipav • d • m \| MJ \| V \| E \| Î \| GM \| GP \| G \| Pct \| \| --------------- \| -- \| - \| - \| - \| -- \| -- \| -- \| --- \| \| Dinamo Mos. \| 6 \| 6 \| 0 \| 0 \| 9 \| 3 \| +6 \| 18 \| \| PSV \| 6 \| 2 \| 2 \| 2 \| 8 \| 8 \| 0 \| 8 \| \| Estoril \| 6 \| 1 \| 2 \| 3 \| 7 \| 8 \| −1 \| 5 \| \| Panathinaikos \| 6 \| 0 \| 2 \| 4 \| 6 \| 11 \| −5 \| 2 \| |    |   |   |   |    |    |    |     |
| Echipa | MJ | V | E | Î | GM | GP | G  | Pct |
| Dinamo Mos. | 6  | 6 | 0 | 0 | 9  | 3  | +6 | 18  |
| PSV | 6  | 2 | 2 | 2 | 8  | 8  | 0  | 8   |
| Estoril | 6  | 1 | 2 | 3 | 7  | 8  | −1 | 5   |
| Panathinaikos | 6  | 0 | 2 | 4 | 6  | 11 | −5 | 2   |

| PSV Eindhoven      | 1–0    | Estoril |
| ------------------ | ------ | ------- |
| De Jong 26' (pen.) | Report |         |

| Panathinaikos | 1–2    | Dinamo Moscova        |
| ------------- | ------ | --------------------- |
| Dinas 63'     | Report | Kokorin 40' Ionov 49' |

| Dinamo Moscova | 1–0    | PSV Eindhoven |
| -------------- | ------ | ------------- |
| Zhirkov 90+3'  | Report |               |

| Estoril              | 2–0    | Panathinaikos |
| -------------------- | ------ | ------------- |
| Kléber 52' Amado 66' | Report |               |

| Estoril       | 1–2    | Dinamo Moscova          |
| ------------- | ------ | ----------------------- |
| Tavares 90+5' | Report | Kokorin 52' Zhirkov 80' |

| PSV Eindhoven | 1–1    | Panathinaikos |
| ------------- | ------ | ------------- |
| Memphis 44'   | Report | Karelis 87'   |

| Dinamo Moscova | 1–0    | Estoril |
| -------------- | ------ | ------- |
| Kurányi 77'    | Report |         |

| Panathinaikos         | 2–3    | PSV Eindhoven                         |
| --------------------- | ------ | ------------------------------------- |
| Ajagun 11' Petrić 43' | Report | Memphis 27' De Jong 65' Wijnaldum 78' |

| Dinamo Moscova                          | 2–1    | Panathinaikos |
| --------------------------------------- | ------ | ------------- |
| Triantafyllopoulos 55' (aut.) Ionov 61' | Report | Berg 14'      |

| Estoril                     | 3–3    | PSV Eindhoven                         |
| --------------------------- | ------ | ------------------------------------- |
| Tozé 12' Kuca 30' Amado 39' | Report | Memphis 6' Narsingh 14' Wijnaldum 82' |

Meciul a fost abandonat la pauză din cauza ploii torențiale, și s-a rejucat pe 28 noiembrie 2014, ora 17:00, din momentul în care a fost abandonat.
| PSV Eindhoven | 0–1    | Dinamo Moscova |
| ------------- | ------ | -------------- |
|               | Report | Ionov 90'      |

| Panathinaikos | 1–1    | Estoril    |
| ------------- | ------ | ---------- |
| Karelis 55'   | Report | Kléber 87' |

### Grupa F
| \| Echipav • d • m \| MJ \| V \| E \| Î \| GM \| GP \| G \| Pct \| \| --------------- \| -- \| - \| - \| - \| -- \| -- \| -- \| --- \| \| Inter Milano \| 6 \| 3 \| 3 \| 0 \| 6 \| 2 \| +4 \| 12 \| \| Dnipro \| 6 \| 2 \| 1 \| 3 \| 4 \| 5 \| −1 \| 7 \| \| Qarabağ \| 6 \| 1 \| 3 \| 2 \| 3 \| 5 \| −2 \| 6 \| \| Saint-Étienne \| 6 \| 0 \| 5 \| 1 \| 2 \| 2 \| 0 \| 5 \| |    |   |   |   |    |    |    |     |
| Echipa | MJ | V | E | Î | GM | GP | G  | Pct |
| Inter Milano | 6  | 3 | 3 | 0 | 6  | 2  | +4 | 12  |
| Dnipro | 6  | 2 | 1 | 3 | 4  | 5  | −1 | 7   |
| Qarabağ | 6  | 1 | 3 | 2 | 3  | 5  | −2 | 6   |
| Saint-Étienne | 6  | 0 | 5 | 1 | 2  | 2  | 0  | 5   |

| Qarabağ | 0–0    | Saint-Étienne |
| ------- | ------ | ------------- |
|         | Report |               |

| Dnipro Dnipropetrovsk | 0–1    | Internazionale |
| --------------------- | ------ | -------------- |
|                       | Report | D'Ambrosio 71' |

| Saint-Étienne | 0–0    | Dnipro Dnipropetrovsk |
| ------------- | ------ | --------------------- |
|               | Report |                       |

| Internazionale            | 2–0    | Qarabağ |
| ------------------------- | ------ | ------- |
| D'Ambrosio 18' Icardi 85' | Report |         |

| Internazionale | 0–0    | Saint-Étienne |
| -------------- | ------ | ------------- |
|                | Report |               |

| Dnipro Dnipropetrovsk | 0–1    | Qarabağ    |
| --------------------- | ------ | ---------- |
|                       | Report | Muarem 21' |

| Qarabağ    | 1–2    | Dnipro Dnipropetrovsk |
| ---------- | ------ | --------------------- |
| George 36' | Report | Kalinić 15', 73'      |

| Saint-Étienne  | 1–1    | Internazionale |
| -------------- | ------ | -------------- |
| Bayal Sall 50' | Report | Dodô 33'       |

| Internazionale             | 2–1    | Dnipro Dnipropetrovsk |
| -------------------------- | ------ | --------------------- |
| Kuzmanović 30' Osvaldo 50' | Report | Rotan 16'             |

| Saint-Étienne       | 1–1    | Qarabağ     |
| ------------------- | ------ | ----------- |
| Van Wolfswinkel 21' | Report | Nadirov 15' |

| Dnipro Dnipropetrovsk | 1–0    | Saint-Étienne |
| --------------------- | ------ | ------------- |
| Fedetskyi 66'         | Report |               |

| Qarabağ | 0–0    | Internazionale |
| ------- | ------ | -------------- |
|         | Report |                |

Note
1. ^ a b c Dnipro Dnipropetrovsk a jucat meciurile de acasă pe NSC Olimpiyskiy din Kiev, în loc de Dnipro-Arena din Dnipropetrovsk, din cauza tensiunilor politice din estul Ucrainei.

### Grupa G
| \| Echipav • d • m \| MJ \| V \| E \| Î \| GM \| GP \| G \| Pct \| \| --------------- \| -- \| - \| - \| - \| -- \| -- \| -- \| --- \| \| Feyenoord \| 6 \| 4 \| 0 \| 2 \| 10 \| 6 \| +4 \| 12 \| \| Sevilla \| 6 \| 3 \| 2 \| 1 \| 8 \| 5 \| +3 \| 11 \| \| HNK Rijeka \| 6 \| 2 \| 1 \| 3 \| 7 \| 8 \| −1 \| 7 \| \| Standard Liège \| 6 \| 1 \| 1 \| 4 \| 4 \| 10 \| −6 \| 4 \| |    |   |   |   |    |    |    |     |
| Echipa | MJ | V | E | Î | GM | GP | G  | Pct |
| Feyenoord | 6  | 4 | 0 | 2 | 10 | 6  | +4 | 12  |
| Sevilla | 6  | 3 | 2 | 1 | 8  | 5  | +3 | 11  |
| HNK Rijeka | 6  | 2 | 1 | 3 | 7  | 8  | −1 | 7   |
| Standard Liège | 6  | 1 | 1 | 4 | 4  | 10 | −6 | 4   |

| Standard Liège       | 2–0    | Rijeka |
| -------------------- | ------ | ------ |
| Ciman 74' Araújo 87' | Report |        |

| Sevilla                | 2–0    | Feyenoord |
| ---------------------- | ------ | --------- |
| Krychowiak 8' Mbia 31' | Report |           |

| Feyenoord             | 2–1    | Standard Liège |
| --------------------- | ------ | -------------- |
| Van Beek 47' Manu 84' | Report | Viera 65'      |

| Rijeka                         | 2–2    | Sevilla              |
| ------------------------------ | ------ | -------------------- |
| Kramarić 53' (pen.) Kvržić 68' | Report | Aspas 26' Mbia 90+1' |

| Rijeka                        | 3–1    | Feyenoord     |
| ----------------------------- | ------ | ------------- |
| Kramarić 63', 71', 76' (pen.) | Report | Toornstra 66' |

| Standard Liège | 0–0    | Sevilla |
| -------------- | ------ | ------- |
|                | Report |         |

| Feyenoord               | 2–0    | Rijeka |
| ----------------------- | ------ | ------ |
| El Ahmadi 8' Immers 20' | Report |        |

| Sevilla                         | 3–1    | Standard Liège |
| ------------------------------- | ------ | -------------- |
| Gameiro 19' Reyes 41' Bacca 90' | Report | M'Poku 32'     |

| Rijeka                         | 2–0    | Standard Liège |
| ------------------------------ | ------ | -------------- |
| Moisés 26' Kramarić 34' (pen.) | Report |                |

| Feyenoord                   | 2–0    | Sevilla |
| --------------------------- | ------ | ------- |
| Toornstra 56' El Ahmadi 83' | Report |         |

| Standard Liège | 0–3    | Feyenoord                          |
| -------------- | ------ | ---------------------------------- |
|                | Report | Toornstra 16' Boëtius 60' Manu 88' |

| Sevilla    | 1–0    | Rijeka |
| ---------- | ------ | ------ |
| Suárez 20' | Report |        |

### Grupa H
| \| Echipav • d • m \| MJ \| V \| E \| Î \| GM \| GP \| G \| Pct \| \| --------------- \| -- \| - \| - \| - \| -- \| -- \| -- \| --- \| \| Everton \| 6 \| 3 \| 2 \| 1 \| 10 \| 3 \| +7 \| 11 \| \| Wolfsburg \| 6 \| 3 \| 1 \| 2 \| 14 \| 10 \| +4 \| 10 \| \| Krasnodar \| 6 \| 1 \| 3 \| 2 \| 7 \| 12 \| −5 \| 6 \| \| Lille \| 6 \| 0 \| 4 \| 2 \| 3 \| 9 \| −6 \| 4 \| |    |   |   |   |    |    |    |     |
| Echipa | MJ | V | E | Î | GM | GP | G  | Pct |
| Everton | 6  | 3 | 2 | 1 | 10 | 3  | +7 | 11  |
| Wolfsburg | 6  | 3 | 1 | 2 | 14 | 10 | +4 | 10  |
| Krasnodar | 6  | 1 | 3 | 2 | 7  | 12 | −5 | 6   |
| Lille | 6  | 0 | 4 | 2 | 3  | 9  | −6 | 4   |

| Lille    | 1–1    | Krasnodar   |
| -------- | ------ | ----------- |
| Kjær 63' | Report | Laborde 35' |

| Everton                                                           | 4–1    | Wolfsburg       |
| ----------------------------------------------------------------- | ------ | --------------- |
| Rodríguez 15' (aut.) Coleman 45+1' Baines 47' (pen.) Mirallas 89' | Report | Rodríguez 90+4' |

| Krasnodar | 1–1    | Everton   |
| --------- | ------ | --------- |
| Ari 43'   | Report | Eto'o 82' |

| Wolfsburg     | 1–1    | Lille            |
| ------------- | ------ | ---------------- |
| De Bruyne 82' | Report | Origi 77' (pen.) |

| Krasnodar                          | 2–4    | Wolfsburg                                                |
| ---------------------------------- | ------ | -------------------------------------------------------- |
| Granqvist 51' (pen.) Wánderson 86' | Report | Granqvist 37' (aut.) De Bruyne 46', 80' Luiz Gustavo 64' |

| Lille | 0–0    | Everton |
| ----- | ------ | ------- |
|       | Report |         |

| Wolfsburg                                               | 5–1    | Krasnodar     |
| ------------------------------------------------------- | ------ | ------------- |
| Hunt 47', 57' Guilavogui 73' Bendtner 89' (pen.), 90+1' | Report | Wánderson 72' |

| Everton                             | 3–0    | Lille |
| ----------------------------------- | ------ | ----- |
| Osman 27' Jagielka 42' Naismith 61' | Report |       |

| Krasnodar | 1–1    | Lille    |
| --------- | ------ | -------- |
| Ari 35'   | Report | Roux 79' |

| Wolfsburg | 0–2    | Everton                 |
| --------- | ------ | ----------------------- |
|           | Report | Lukaku 43' Mirallas 75' |

| Lille | 0–3    | Wolfsburg                                 |
| ----- | ------ | ----------------------------------------- |
|       | Report | Vieirinha 45+1' Rodríguez 65', 89' (pen.) |

| Everton | 0–1    | Krasnodar   |
| ------- | ------ | ----------- |
|         | Report | Laborde 30' |

### Grupa I
| \| Echipav • d • m \| MJ \| V \| E \| Î \| GM \| GP \| G \| Pct \| \| ----------------- \| -- \| - \| - \| - \| -- \| -- \| --- \| --- \| \| Napoli \| 6 \| 4 \| 1 \| 1 \| 11 \| 3 \| +8 \| 13 \| \| Young Boys \| 6 \| 4 \| 0 \| 2 \| 13 \| 7 \| +6 \| 12 \| \| Sparta Praga \| 6 \| 3 \| 1 \| 2 \| 11 \| 6 \| +5 \| 10 \| \| Slovan Bratislava \| 6 \| 0 \| 0 \| 6 \| 1 \| 20 \| −19 \| 0 \| |    |   |   |   |    |    |     |     |
| Echipa | MJ | V | E | Î | GM | GP | G   | Pct |
| Napoli | 6  | 4 | 1 | 1 | 11 | 3  | +8  | 13  |
| Young Boys | 6  | 4 | 0 | 2 | 13 | 7  | +6  | 12  |
| Sparta Praga | 6  | 3 | 1 | 2 | 11 | 6  | +5  | 10  |
| Slovan Bratislava | 6  | 0 | 0 | 6 | 1  | 20 | −19 | 0   |

| Young Boys                                                | 5–0    | Slovan Bratislava |
| --------------------------------------------------------- | ------ | ----------------- |
| Lecjaks 5' Steffen 29' Nuzzolo 63' Nikçi 80' Hoarau 90+2' | Report |                   |

| Napoli                              | 3–1    | Sparta Praga |
| ----------------------------------- | ------ | ------------ |
| Higuaín 23' (pen.) Mertens 51', 81' | Report | Hušbauer 14' |

| Sparta Praga              | 3–1    | Young Boys |
| ------------------------- | ------ | ---------- |
| Vácha 27' Lafata 28', 85' | Report | Hoarau 52' |

| Slovan Bratislava | 0–2    | Napoli                 |
| ----------------- | ------ | ---------------------- |
|                   | Report | Hamšík 35' Higuaín 74' |

| Slovan Bratislava | 0–3    | Sparta Praga                     |
| ----------------- | ------ | -------------------------------- |
|                   | Report | Lafata 56' Konaté 61' Krejčí 81' |

| Young Boys               | 2–0    | Napoli |
| ------------------------ | ------ | ------ |
| Hoarau 52' Bertone 90+2' | Report |        |

| Sparta Praga                              | 4–0    | Slovan Bratislava |
| ----------------------------------------- | ------ | ----------------- |
| Lafata 29', 83' Krejčí 32' Nhamoinesu 74' | Report |                   |

| Napoli                    | 3–0    | Young Boys |
| ------------------------- | ------ | ---------- |
| De Guzmán 45+2', 65', 83' | Report |            |

| Slovan Bratislava | 1–3    | Young Boys                     |
| ----------------- | ------ | ------------------------------ |
| Soumah 11'        | Report | Hoarau 9' (pen.) Kubo 18', 63' |

| Sparta Praga | 0–0    | Napoli |
| ------------ | ------ | ------ |
|              | Report |        |

| Young Boys                      | 2–0    | Sparta Praga |
| ------------------------------- | ------ | ------------ |
| Hoarau 75' (pen.) Steffen 90+4' | Report |              |

| Napoli                           | 3–0    | Slovan Bratislava |
| -------------------------------- | ------ | ----------------- |
| Mertens 6' Hamšík 16' Zapata 75' | Report |                   |

### Grupa J
| \| Echipav • d • m \| MJ \| V \| E \| Î \| GM \| GP \| G \| Pct \| \| ---------------- \| -- \| - \| - \| - \| -- \| -- \| -- \| --- \| \| Dinamo Kiev \| 6 \| 5 \| 0 \| 1 \| 12 \| 4 \| +8 \| 15 \| \| Aalborg \| 6 \| 3 \| 0 \| 3 \| 5 \| 10 \| −5 \| 9 \| \| Steaua București \| 6 \| 2 \| 1 \| 3 \| 11 \| 9 \| +2 \| 7 \| \| Rio Ave \| 6 \| 1 \| 1 \| 4 \| 5 \| 10 \| −5 \| 4 \| |    |   |   |   |    |    |    |     |
| Echipa | MJ | V | E | Î | GM | GP | G  | Pct |
| Dinamo Kiev | 6  | 5 | 0 | 1 | 12 | 4  | +8 | 15  |
| Aalborg | 6  | 3 | 0 | 3 | 5  | 10 | −5 | 9   |
| Steaua București | 6  | 2 | 1 | 3 | 11 | 9  | +2 | 7   |
| Rio Ave | 6  | 1 | 1 | 4 | 5  | 10 | −5 | 4   |

| Steaua București                                            | 6–0    | AaB |
| ----------------------------------------------------------- | ------ | --- |
| Sânmărtean 51' Rusescu 58' (pen.), 73' Keșerü 61', 65', 72' | Report |     |

| Rio Ave | 0–3    | Dinamo Kiev                             |
| ------- | ------ | --------------------------------------- |
|         | Report | Yarmolenko 20' Belhanda 25' Kravets 70' |

| Dinamo Kiev                                 | 3–1    | Steaua București |
| ------------------------------------------- | ------ | ---------------- |
| Yarmolenko 40' Kravets 66' Teodorczyk 90+1' | Report | Rusescu 89'      |

| AaB          | 1–0    | Rio Ave |
| ------------ | ------ | ------- |
| Helenius 46' | Report |         |

| AaB                               | 3–0    | Dinamo Kiev |
| --------------------------------- | ------ | ----------- |
| Enevoldsen 11' Thomsen 39', 90+1' | Report |             |

| Steaua București | 2–1    | Rio Ave       |
| ---------------- | ------ | ------------- |
| Rusescu 17', 45' | Report | Del Valle 48' |

| Dinamo Kiev           | 2–0    | AaB |
| --------------------- | ------ | --- |
| Vida 70' Husyev 90+3' | Report |     |

| Rio Ave                     | 2–2    | Steaua București       |
| --------------------------- | ------ | ---------------------- |
| Diego Lopes 35', 77' (pen.) | Report | Keșerü 61' Filip 90+4' |

| AaB            | 1–0    | Steaua București |
| -------------- | ------ | ---------------- |
| Enevoldsen 72' | Report |                  |

| Dynamo Kiev         | 2–0    | Rio Ave |
| ------------------- | ------ | ------- |
| Lens 53' Veloso 78' | Report |         |

| Steaua București | 0–2    | Dinamo Kiev               |
| ---------------- | ------ | ------------------------- |
|                  | Report | Yarmolenko 71' Lens 90+4' |

| Rio Ave            | 2–0    | AaB |
| ------------------ | ------ | --- |
| Del Valle 59', 79' | Report |     |

Note
1. ^ a b c Steaua București a jucat meciurile de acasă pe Arena Națională din București, în loc de Stadionul Steaua din București.
2. ^ Meciul dintre Steaua București și AaB s-a jucat fără spectatori din cauza pedepselor impuse de UEFA.

### Grupa K
| \| Echipav • d • m \| MJ \| V \| E \| Î \| GM \| GP \| G \| Pct \| \| --------------- \| -- \| - \| - \| - \| -- \| -- \| --- \| --- \| \| Fiorentina \| 6 \| 4 \| 1 \| 1 \| 11 \| 4 \| +7 \| 13 \| \| Guingamp \| 6 \| 3 \| 1 \| 2 \| 7 \| 6 \| +1 \| 10 \| \| PAOK \| 6 \| 2 \| 1 \| 3 \| 10 \| 7 \| +3 \| 7 \| \| Dinamo Minsk \| 6 \| 1 \| 1 \| 4 \| 3 \| 14 \| −11 \| 4 \| |    |   |   |   |    |    |     |     |
| Echipa | MJ | V | E | Î | GM | GP | G   | Pct |
| Fiorentina | 6  | 4 | 1 | 1 | 11 | 4  | +7  | 13  |
| Guingamp | 6  | 3 | 1 | 2 | 7  | 6  | +1  | 10  |
| PAOK | 6  | 2 | 1 | 3 | 10 | 7  | +3  | 7   |
| Dinamo Minsk | 6  | 1 | 1 | 4 | 3  | 14 | −11 | 4   |

| PAOK                                                                        | 6–1    | Dinamo Minsk |
| --------------------------------------------------------------------------- | ------ | ------------ |
| Nikolić 3' (aut.) Athanasiadis 11', 16', 28' Papadopoulos 50' Tzandaris 90' | Report | Nikolić 80'  |

| Fiorentina                               | 3–0    | Guingamp |
| ---------------------------------------- | ------ | -------- |
| Vargas 34' Cuadrado 67' Bernardeschi 88' | Report |          |

| Guingamp          | 2–0    | PAOK |
| ----------------- | ------ | ---- |
| Marveaux 47', 50' | Report |      |

| Dinamo Minsk | 0–3    | Fiorentina                               |
| ------------ | ------ | ---------------------------------------- |
|              | Report | Aquilani 33' Iličić 62' Bernardeschi 67' |

| Dinamo Minsk | 0–0    | Guingamp |
| ------------ | ------ | -------- |
|              | Report |          |

| PAOK | 0–1    | Fiorentina |
| ---- | ------ | ---------- |
|      | Report | Vargas 38' |

| Guingamp                 | 2–0    | Dinamo Minsk |
| ------------------------ | ------ | ------------ |
| Beauvue 44' Mandanne 86' | Report |              |

| Fiorentina  | 1–1    | PAOK        |
| ----------- | ------ | ----------- |
| Pasqual 88' | Report | Martens 81' |

| Dinamo Minsk | 0–2    | PAOK                  |
| ------------ | ------ | --------------------- |
|              | Report | Athanasiadis 82', 88' |

| Guingamp           | 1–2    | Fiorentina           |
| ------------------ | ------ | -------------------- |
| Beauvue 45' (pen.) | Report | Marin 6' Babacar 13' |

| PAOK                    | 1–2    | Guingamp        |
| ----------------------- | ------ | --------------- |
| Athanasiadis 22' (pen.) | Report | Beauvue 7', 83' |

| Fiorentina | 1–2    | Dinamo Minsk             |
| ---------- | ------ | ------------------------ |
| Marin 88'  | Report | Kantsavy 39' Nikolić 55' |

Note
1. ^ a b c Dinamo Minsk va juca meciurile de acasă pe Borisov Arena din Borisov, în loc de Traktar Stadium din Minsk.

### Grupa L
| \| Echipav • d • m \| MJ \| V \| E \| Î \| GM \| GP \| G \| Pct \| \| --------------- \| -- \| - \| - \| - \| -- \| -- \| -- \| --- \| \| Legia Varșovia \| 6 \| 5 \| 0 \| 1 \| 7 \| 2 \| +5 \| 15 \| \| Trabzonspor \| 6 \| 3 \| 1 \| 2 \| 8 \| 6 \| +2 \| 10 \| \| Lokeren \| 6 \| 3 \| 1 \| 2 \| 4 \| 4 \| 0 \| 10 \| \| Metalist Harkov \| 6 \| 0 \| 0 \| 6 \| 3 \| 10 \| −7 \| 0 \| |    |   |   |   |    |    |    |     |
| Echipa | MJ | V | E | Î | GM | GP | G  | Pct |
| Legia Varșovia | 6  | 5 | 0 | 1 | 7  | 2  | +5 | 15  |
| Trabzonspor | 6  | 3 | 1 | 2 | 8  | 6  | +2 | 10  |
| Lokeren | 6  | 3 | 1 | 2 | 4  | 4  | 0  | 10  |
| Metalist Harkov | 6  | 0 | 0 | 6 | 3  | 10 | −7 | 0   |

| Metalist Harkiv | 1–2    | Trabzonspor                     |
| --------------- | ------ | ------------------------------- |
| Homenyuk 61'    | Report | Constant 25' Papadopoulos 90+4' |

| Legia Varșovia | 1–0    | Lokeren |
| -------------- | ------ | ------- |
| Radović 58'    | Report |         |

| Lokeren     | 1–0    | Metalist Harkiv |
| ----------- | ------ | --------------- |
| De Pauw 74' | Report |                 |

| Trabzonspor | 0–1    | Legia Varșovia |
| ----------- | ------ | -------------- |
|             | Report | Kucharczyk 16' |

| Metalist Harkiv | 0–1    | Legia Varșovia |
| --------------- | ------ | -------------- |
|                 | Report | Duda 28'       |

| Trabzonspor               | 2–0    | Lokeren |
| ------------------------- | ------ | ------- |
| Yatabaré 54' Constant 87' | Report |         |

| Lokeren   | 1–1    | Trabzonspor |
| --------- | ------ | ----------- |
| Patosi 5' | Report | Waris 45+2' |

| Legia Varșovia          | 2–1    | Metalist Harkiv |
| ----------------------- | ------ | --------------- |
| Saganowski 29' Duda 84' | Report | Kobin 22'       |

| Trabzonspor                                   | 3–1    | Metalist Harkiv |
| --------------------------------------------- | ------ | --------------- |
| Belkalem 36' Ekici 86' Horyainov 90+5' (aut.) | Report | Homenyuk 68'    |

| Lokeren    | 1–0    | Legia Varșovia |
| ---------- | ------ | -------------- |
| Vanaken 7' | Report |                |

| Metalist Harkiv | 0–1    | Lokeren  |
| --------------- | ------ | -------- |
|                 | Report | Leye 16' |

| Legia Varșovia           | 2–0    | Trabzonspor |
| ------------------------ | ------ | ----------- |
| Özturk 22' (aut.) Sá 56' | Report |             |

Note
1. ^ a b c Metalist Harkiv a jucat meciurile de acasă pe Arena Liov din Liov, în loc de Metalist Stadium din Harkiv, din cauza tulburărilor civile pro-ruse din Ucraina.